# Serviette

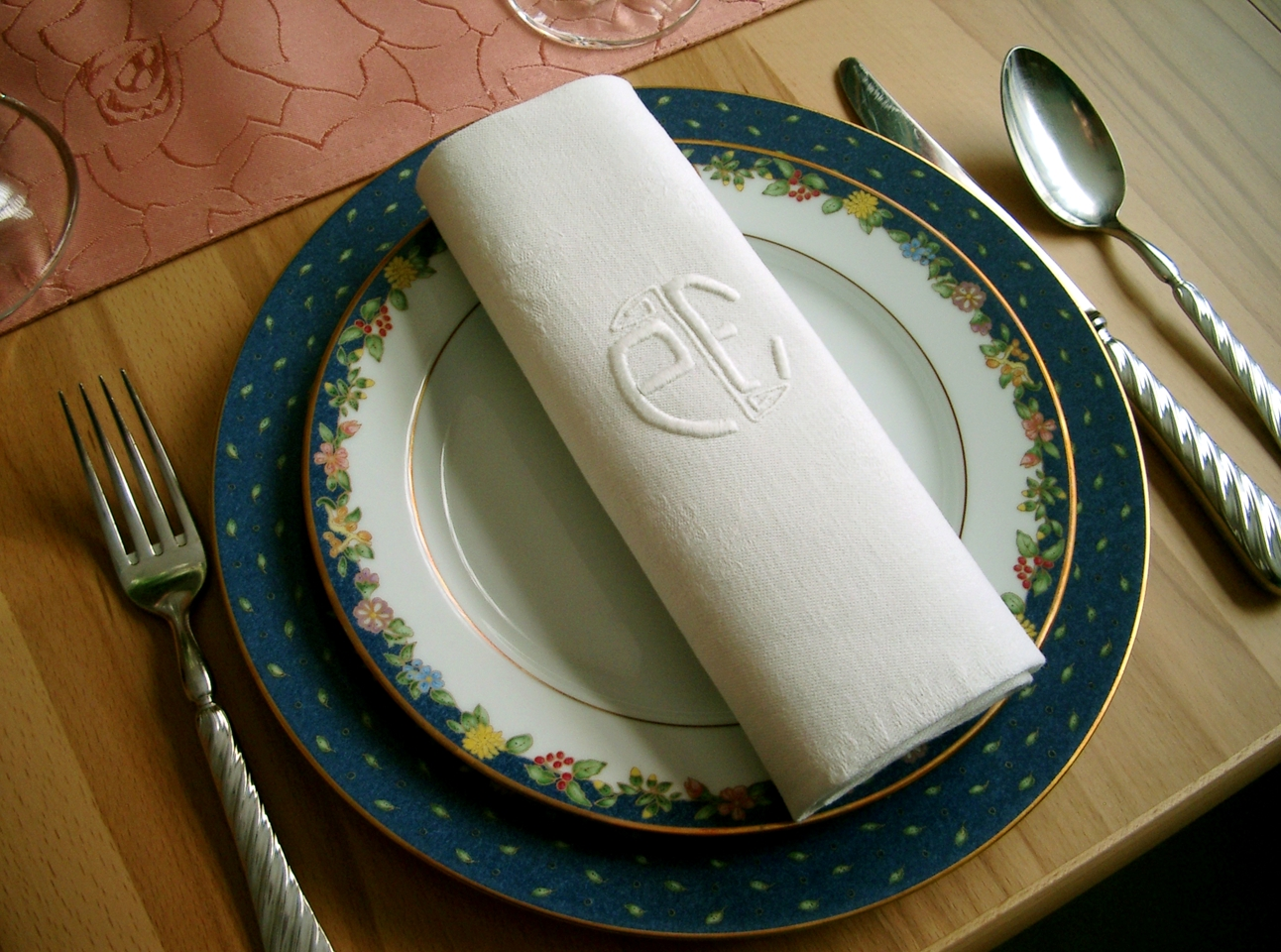
Stoffserviette

Eine Serviette ist Teil der Tischwäsche und besteht aus Stoff (Baumwolle oder Mischgewebe), Vlies, Papier oder Zelltuch. Man unterscheidet in der Gastronomie nach Verwendungszweck:
Die Mundserviette (veraltet Mundtuch oder Tellertuch) ist ein Tuch, das während und nach einer Mahlzeit dazu dient, die Lippen abzutupfen, die Finger abzuwischen und die Kleidung zum Schutz vor Verunreinigungen zu bedecken. Eine kunstvoll gebrochene Mundserviette markiert den Sitzplatz, sie wird vor dem ersten Getränk bzw. vor dem Essen einmal gefaltet auf den Schoß gelegt, der Bruch zeigt dabei zum Knie.

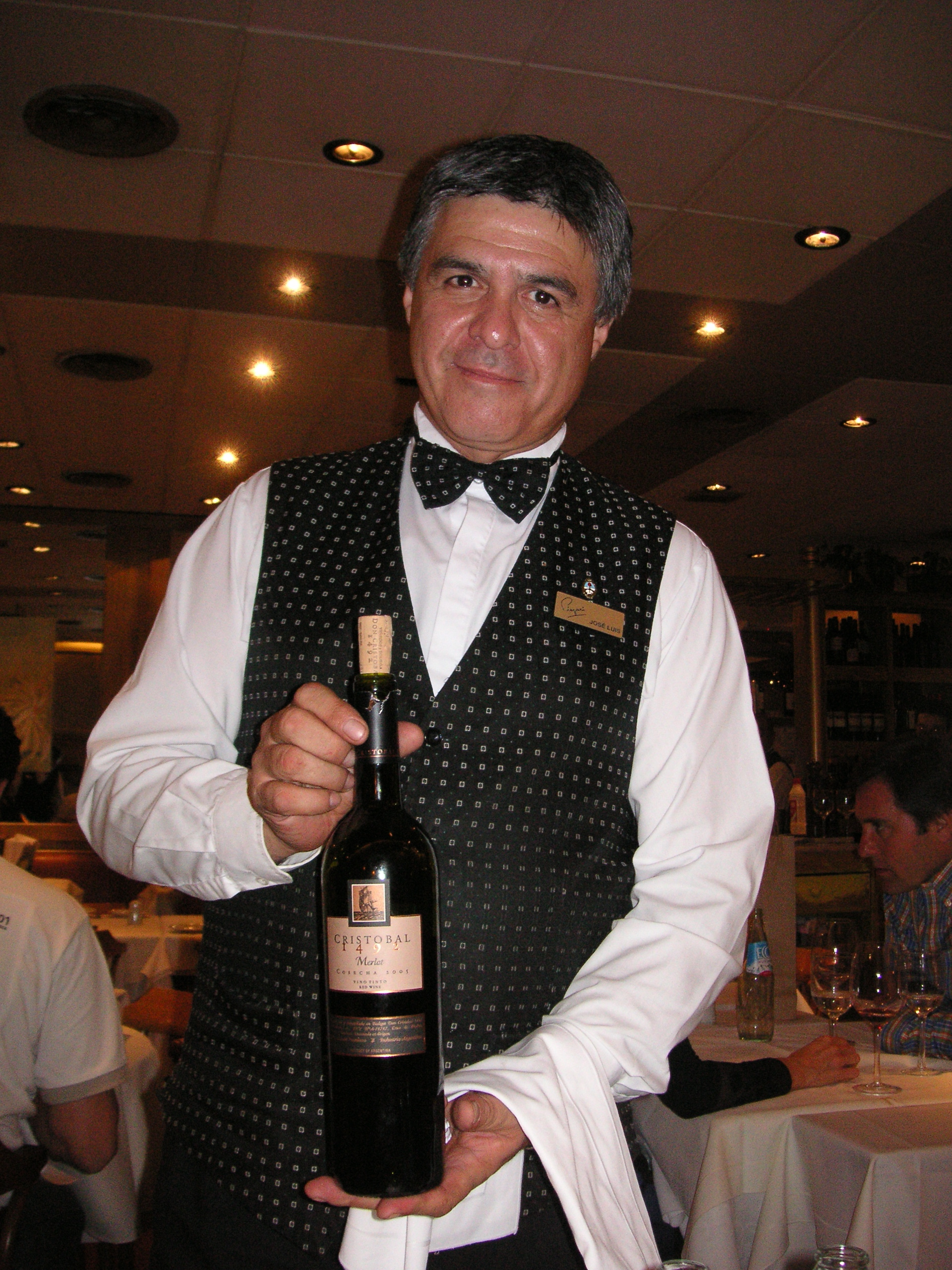
Kellner mit Handserviette

Die Handserviette (auch Servicetuch) schützt den Arm bzw. die Hand beim Auftragen von heißen Gegenständen bzw. dient dazu, keine Fingerabdrücke auf dem Geschirr zu hinterlassen oder um Flaschen bequem aus dem Weinkühler zu nehmen.
Eine Deckserviette ist ein Synonym für Mitteldecke.

## Geschichte
Die Bezeichnung Serviette wurde übernommen aus dem Französischen, „die kleine Dienerin“ (lateinisch servus ‚Sklave, Diener‘). Zunächst wurden mit den Servietten von den Bediensteten die Teller der Tischgäste abgewischt, daher auch der alte deutsche Ausdruck Tellertuch, der noch in der Enzyklopädie von Johann Georg Krünitz (18. Jahrhundert) enthalten ist.
Die Serviette (lateinisch mappa) ist bereits fester Bestandteil des römischen Gastmahls und ab dem 1. Jahrhundert gut belegt. Die sich ab dem 3. Jh. häufenden Darstellungen zeigen zwei Varianten: einmal ein Tuch von ca. 50 × 50 cm auf der Speiseliege, um die Bezüge zu schonen, zudem ein etwas kleineres, meist in der linken Hand gehaltenes Mundtuch.
Im Mittelalter wurden die Finger an der Kleidung oder am Tischtuch abgewischt. Im 16. Jahrhundert wurden Servietten zunächst beim Adel wieder eingeführt und wurden links über die Schulter oder den Arm gelegt, um bei Bedarf damit fettige Finger oder Löffel abzuwischen.
Vom Mittelalter bis heute hat sich das dekorative Falten von Servietten („Serviettenbrechen“) zu einer eigenen Kunstform entwickelt. Der Serviettenring erspart diese Mühe und erleichtert die Aufbewahrung bis zur nächsten Mahlzeit.

## Stilgerechte Verwendung

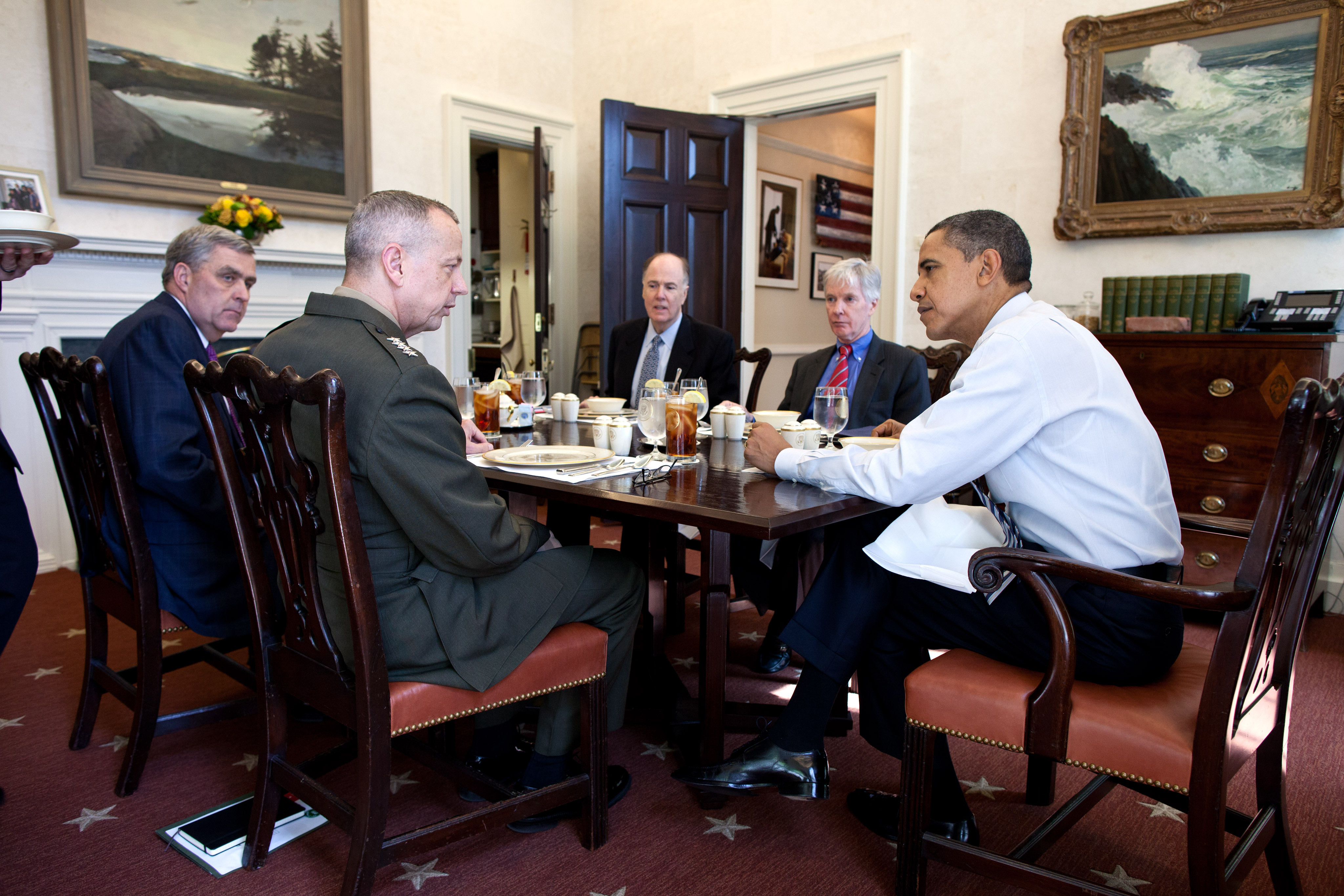
Barack Obama mit Stoffserviette auf dem Schoß (2012)

Bei einem offiziellen Essen wird die Stoffserviette erst aufgenommen, wenn das die Gastgeberin tut.
Spätestens zur Vorspeise wird die Serviette rechteckig gefaltet auf die Oberschenkel gelegt, mit einem Zentimeter Versatz, um sie besser greifen zu können. Verlässt der Gast den Platz, so legt er die Stoffserviette gefaltet links neben den Teller.

## Material

### Stoffservietten
In der gehobenen Gastronomie und bei besonderen Anlässen werden Stoffservietten aus Damast genutzt, die entweder aus reiner Baumwolle oder aus einem Baumwoll-Leinen-Mischgewebe hergestellt sind. Die Leinenmischung und das übliche Stärken gibt der Serviette einen besonderen Stand.

### Papierservietten

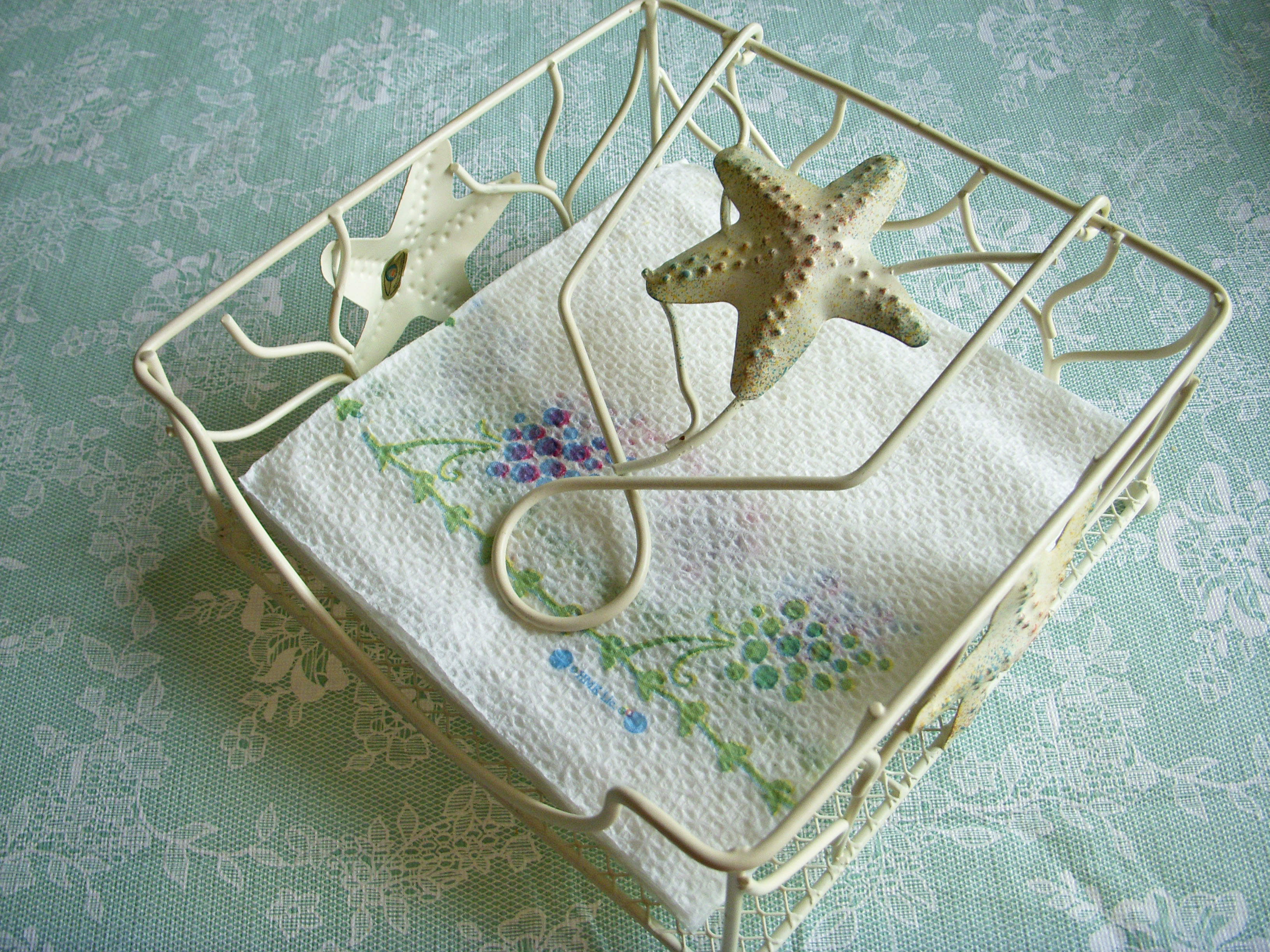
Papierservietten-Spender

Sehr verbreitet sind Papierservietten, die als Einwegartikel aus mehreren Lagen Zellstoff bestehen und in verschiedenen Qualitätsstufen und Designs erhältlich sind.
In einfachen Gaststätten und an Imbissständen sind wesentlich kleinere Servietten aus Papier üblich geworden. Selbst in besseren Restaurants sind Servietten aus Zellstoff nichts Ungewöhnliches mehr.
Neben den reinweißen Papierservietten gibt es ebenso eine unübersehbare Vielfalt von bunt gefärbten Varianten. Diese stehen laut dem Bundesinstitut für Risikobewertung im Verdacht, bei längerem Kontakt mit Speisen gesundheitsschädigende primäre aromatische Amine als Zersetzungsprodukt der zum Färben benutzten Azofarbstoffe abzugeben, weswegen man sie möglichst nicht zum Einwickeln von Nahrungsmitteln verwenden sollte.
Die ersten Papierservietten  waren vermutlich aus Reispapier und sind wahrscheinlich in Japan verwendet worden, wo sie vorrangig dem Säubern von Essstäbchen dienten.

### Falttechnik

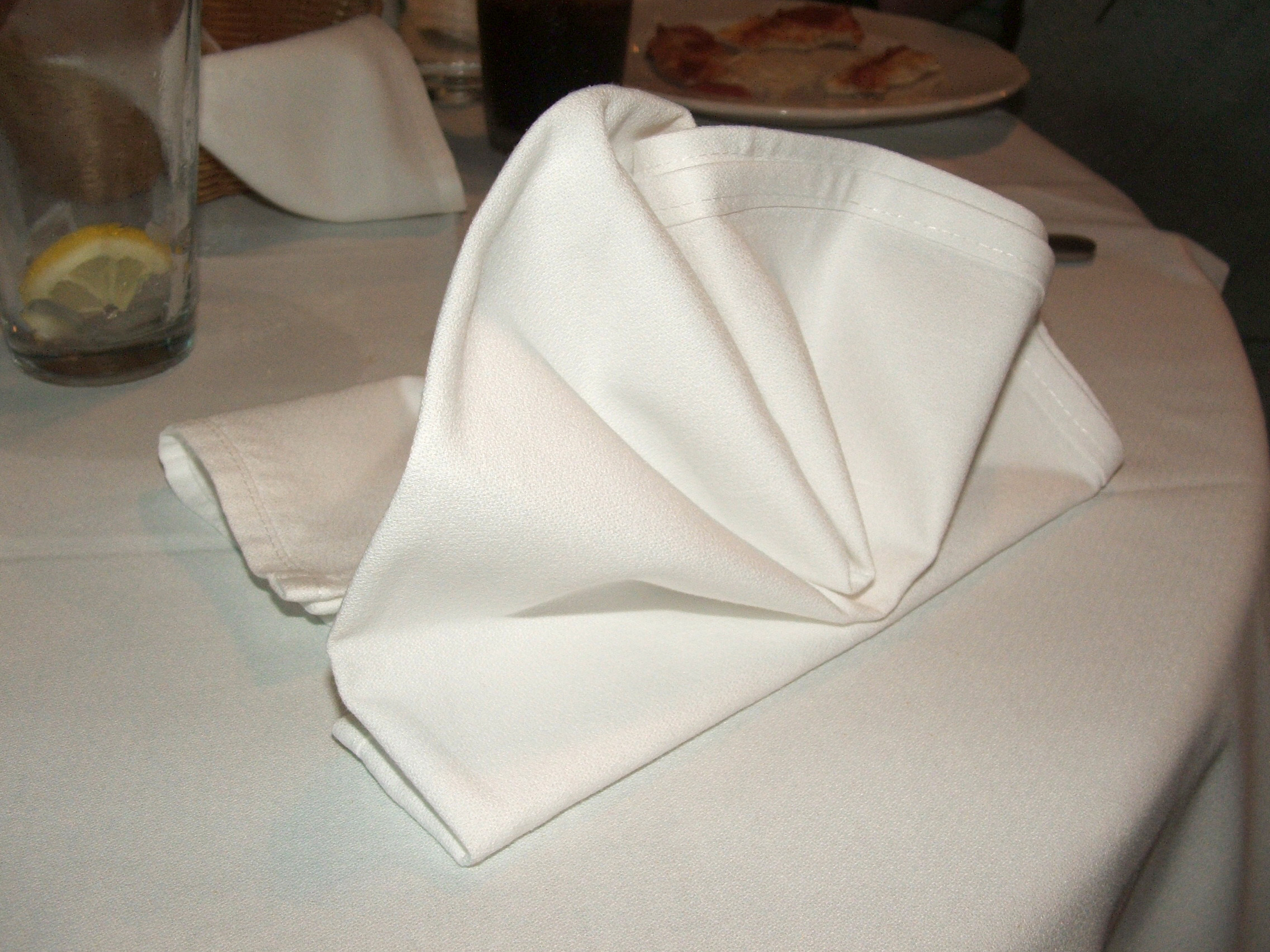
Gefaltete Stoffserviette

Serviettenbrechen oder Servietten-Origami steht für das dekorative Falten von Servietten. Es wird häufig zur Tischdekoration in der Gastronomie verwendet. Üblicherweise wird eine quadratische Serviette aus Leinen oder Baumwolle benutzt. Es gibt Variationen mit rechteckigen Servietten oder Zubehör wie Serviettenringen oder Trinkgläsern.
Bekannte Varianten sind:
| - Bischofsmütze/Kardinalsmütze - Bestecktasche (rechteckige Tasche) - Kerze - Diagonale Tasche - Tafelspitz |  | - Hemd/Oberhemd - Umschlag - Fächer - Fleur-de-Lys |  | - Lilie - Lotus (Wasserlilie) - Rose |